# District des Lacs
Le district des Lacs est une division administrative de la Côte d'Ivoire, issue du redécoupage administratif de 2011.
Il est situé au centre-est du pays, entre les districts de la Vallée du Bandama au nord, du Zanzan au nord-est, de la Comoé à l'est, des Lagunes au sud, du Gôh-Djiboua au sud-ouest, du Sassandra-Marahoué et de Yamoussoukro (district autonome) à l'ouest. En 2021, sa population est de 1 488 531 habitants.
Avant le redécoupage de 2011, il existait une région des Lacs. Cette région se limitait en fait à l'espace géographique qui constitue les actuelles régions du Bélier et district autonome de Yamoussoukro. Le district des Lacs actuel regroupe, en fait, l'ensemble de l'ancienne région du N'Zi-Comoé, qui a fusionné avec la plupart de l'ancienne région des Lacs, de laquelle on a ôté le département de Yamoussoukro (devenu district autonome).
Son chef-lieu est la ville de Dimbokro.
La population est constituée à une très grande majorité de Baoulés, même si on compte aussi des Agnis (région du Moronou).

## Régions et départements
- région du N'Zi :
  - Dimbokro (chef-lieu régional)
  - Kouassi-Kouassikro
  - Bocanda
- région du Bélier :
  - Toumodi (chef-lieu régional)
  - Tiébissou
  - Didiévi
  - Djékanou
- région de l'Iffou :
  - Daoukro (chef-lieu régional)
  - M'Bahiakro
  - Prikro
- région du Moronou :
  - Bongouanou (chef-lieu régional)
  - Arrah
  - M'Batto